# Ağdam (stad)
Ağdam (bijwijlen gespeld als Agdam of Aghdam) is een stad in Azerbeidzjan en de hoofdstad van het gelijknamige district Ağdam. De stad werd vrijwel volledig verwoest door Armeense troepen en vervallen tot een spookstad in de periode dat het bezet was door de niet-erkende republiek Nagorno-Karabach.
Bij de volkstelling van 1989 telde Ağdam ongeveer 28.000 inwoners en in 1993 mogelijk tussen de 52.000 en 78.000 (vanwege Azerbeidzjaanse vluchtelingen uit Armenië, overlevenden van Chodzjali en de terugkeer van Meschetische Turken uit Centraal Azië) maar is sinds juni 1993 helemaal verlaten. Volgens Azerbeidzjaanse data telde de bevolking op 1 januari 2012 37.900 inwoners, hoewel de stad in de praktijk totaal verlaten is.

## Etymologie
De naam Ağdam is van Azerbeidzjaanse afkomst en het betekent Witte Huis, waarin Ag "wit" betekent en dam "huis". De naam is gegeven door Panah Ali Khan van Kanaat Karabach.

## Oorlog en bezetting
De OVSE Minsk Groep gaf aan dat de Ağdam geen serieuze militaire bedreiging was voor Nagorno-Karabach, en dat Ağdam niet door krijgshandelingen, maar door systematische deconstructie van de gebouwen is vernietigd. Volgens Human Rights Watch, werden tijdens de oorlog vanuit Ağdam de steden Askeran en Stepanakert gebombardeerd, de Karabach-Armeniërs beschoten op hun beurt daarna Ağdam en de omgelegen dorpen.
Tijdens de bezetting van Ağdam werden de oorlogsregels regelmatig overtreden door Armeense troepen. Het nemen van gijzelingen, willekeurig het vuur openen en de deportatie van burgers. Toen de stad ingenomen werd, vluchtte de gehele bevolking naar het oosten van Azerbeidzjan.
Voor de verwoesting van Ağdam, had de stad een bevolking van bijna 40.000 mensen. Echter is het vandaag de dag een geheel onbewoonde spookstad. Alle huizen zijn verwoest, sommige door granaten afgevuurd in de oorlog, anderen geplunderd voor de bouwstenen. Een van de weinige gebouwen die nog structureel intact is, is de Ağdam Moskee. Het gebruik van de moskee als veestal heeft kritiek opgeleverd van de Azerbeidzjaanse en de Turkse gemeenschap. In 2010 werd hierom een klacht ingediend bij paus Benedictus XVI over de huidige situatie van de moskee.

## Teruggave aan Azerbeidzjan
Als gevolg van een vredesovereenkomst op 10 november 2020 tussen Armenië, Azerbeidzjan en Rusland na de oorlog in 2020 werd besloten dat Armeense troepen zich uit de stad zouden terugtrekken. Op 19 november 2020 trokken Azerbeidzjaanse troepen de stad in en kwam de stad weer onder controle van Azerbeidzjan.